# Mutzhi Mambo
I Mutzhi Mambo sono un gruppo rock italiano che mischia psychobilly, surf, proto-punk, blues e rockabilly. Si ispirano alle sonorità malate di Cramps, Dick Dale, Trashmen, Hasil Adkins e Tom Waits e, a livello di testi, all’immaginario Pulp, soprattutto alla narrativa horror, sci-fi e hard boiled di autori come Jim Thompson, James Ellroy e Joe R. Lansdale, al cinema di Ed Wood Jr., Roger Corman e Quentin Tarantino, ai fumetti neri di Magnus & Bunker e degli autori underground, ma anche al cantautorato italiano del primo Edoardo Bennato, degli Skiantos, Enzo Jannacci e di Vinicio Capossela. Hanno all’attivo tre album in studio e uno split con i Bone Machine.

## Storia
I Mutzhi Mambo nascono a Firenze alla fine degli anni Novanta, come sviluppo del progetto Cats’Food, una band dedita a stravolgere in senso garage/psychobilly/lo-fi un repertorio che spazia da Elvis ai Cramps, dagli Stray Cats a Paul Anka, dai Meteors ai Surfaris. Pubblicano un demo autoprodotto e stampato in proprio, dal titolo “The Old Testament”, attualmente fuori commercio.
Quando ai tre membri fondatori (il cantante Lewis Balsamo, il chitarrista Frenz Spina e il bassista Poison Muzhi) si uniscono Marcus Hür alla batteria e Saint Ford alla seconda chitarra, il progetto Mutzhi Mambo prende definitivamente forma con la decisione di proporre materiale proprio.
A livello musicale le coordinate rimangono più o meno quelle dei Cats’Food ma decidono di adottare l’italiano come lingua per i testi.
Nel dicembre del 1999 registrano il loro primo album "La Terra Brucia" presso lo studio Alpha Earthbase di Scandicci. L'album viene registrato in diretta con tutti gli strumenti in un'unica stanza su nastro analogico, per enfatizzare la vena vintage/lo-fi del gruppo. Il disco, totalmente autoprodotto, è una miscela di rockabilly, surf, punk e blues acido cantato in italiano, la lingua che i cinque scelgono per rappresentare, con testi visionari, feroci e disturbanti, le fosche e grottesche vicende dei protagonisti delle loro storie e viene pubblicato all'inizio del 2001.
Nel 2002 la Nicotine Records si interessa alla band e decide di ristampare il disco dopo averlo remixato e rimasterizzato, viene distribuito in tutta Italia da Goodfellas e viene positivamente recensito.
Lo stesso anno i Mutzhi Mambo vincono il premio della critica al Rock Contest di Firenze promosso da Controradio con la canzone “L’amore è cieco”, una morbosa ballata sull’incesto e l’ira divina.
Nel 2006 escono per Billy’s Bones Records con uno split CD condiviso con i laziali Bone Machine, fautori anch’essi di un viscido e diretto psychobilly in salsa italiana. Il prodotto di questo connubio è “Storie Nere”, 12 brani equamente divisi fra le due band di sporco rock’n’roll in lingua italica. L’accoglienza della critica è positiva, tanto che la rivista Rumore lo definisce un “must to have”.
Buon riscontro della critica che non è mancato neanche al loro album successivo, “Veniamo Per Te” (2009), una coproduzione Billy’s Bones - Area Pirata. 13 canzoni mixate dal veterano del rockabilly Marco Di Maggio, in cui ripropongono il loro marcio rock’n’roll e le loro consuete tematiche pulp e visionarie.
In questi anni di attività i Mutzhi Mambo suonano sui palchi di tutta Italia, con puntate in Austria e Germania. Sono nel cartellone di festival come l’Independent Explosion Tour, lo Swamp Room Happening, Nel nome del Rock e l’Interiora Independent Horror Festival. Supportano personaggi di culto come Rudi Protrudi, Hugo Race e Tav Falco e band come i Mad Sin, ma anche artisti non propriamente affini, come Giuliano Palma e la Bandabardò.
I loro pezzi sono passati per alcune delle principali radio alternative italiane e su Radio Rai 2.
Alla fine del 2009 Saint Ford abbandona la band per motivi personali, ma continua a collaborare saltuariamente col gruppo. Viene sostituito prima da Tony Speciale (attivo da anni nella scena palermitana, già collaboratore, fra gli altri, dei Pan del Diavolo) e poi da Lucky Giuliano (già nei Capitan Nice, nei Ganzi e in varie collaborazioni con artisti nazionali quali lo scomparso Freak Antoni). Attualmente l’organico ufficiale dei Mutzhi Mambo è composto da Lewis Balsamo, Poison Muzhi, Frenz Spina e Marcus Hür.
Dal giugno 2016 pubblicano, sulla loro pagina Facebook, “L’Almanacco Pulp”, una rubrica quotidiana con cui omaggiano di volta in volta personaggi legati all’immaginario pulp e rock’n’roll.
Il 7 luglio 2023, con distribuzione Audioglobe, esce il loro terzo album "Il Male è Dentro", che contiene 10 pezzi originali e 3 cover, tra cui "Whisky Facile" di Chiosso/Buscaglione, con ospite alla voce Tonino Carotone.
Nel novembre 2023 esce il primo video di "Un Altro Giorno Almeno" tratto dall'album "Il Male è Dentro".
Il 16 gennaio 2024 l'album "Il Male è Dentro" viene inserito al 2º posto nella classifica delle uscite più interessanti di Wonderland (programma cult RAI), sempre nello stesso periodo escono altre recensioni su varie webzine
.

## Formazione
- Lewis Balsamo - voce, armonica (1998-oggi)
- Poison Muzhi - basso, contrabbasso (1998-oggi)
- Frenz Spina - chitarra (1998-oggi)
- Marcus Hür - batteria (1998-oggi)
- Saint Ford - chitarra (1998-2009)-(2013)-(2016-2018)-(2023)
- Tony Speciale - chitarra (2009-2013)
- Lucky Giuliano - chitarra (2013-2016)-(2019-2022)

## Discografia

### Album in studio
- 2002 - La Terra Brucia
- 2009 - Veniamo Per Te
- 2023 - Il Male è Dentro

### Split
- 2006 - Storie Nere (con the Bone Machine)